# Canone della Cultura danese

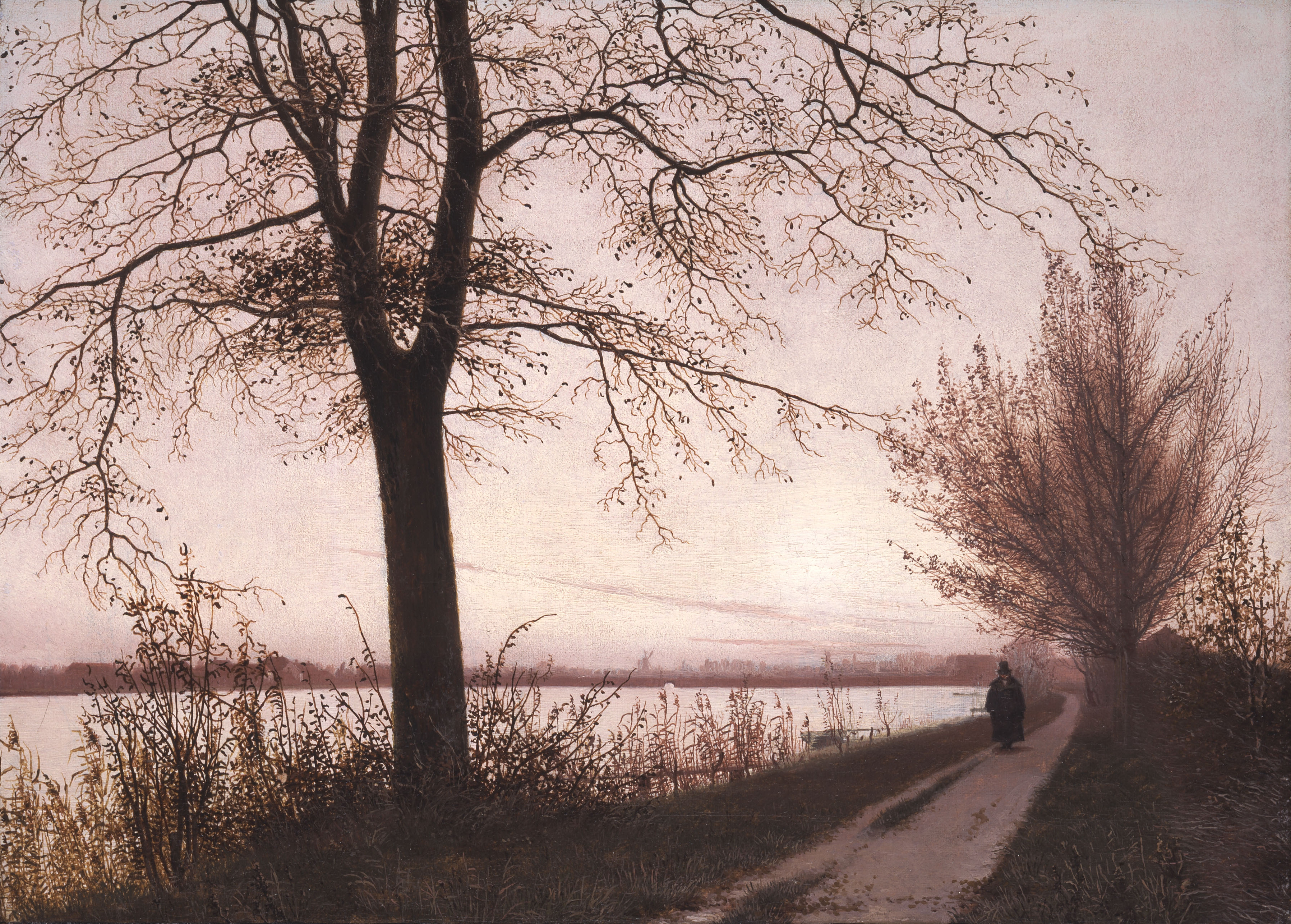
"Efterårsmorgen ved Sortedamssøen" ("Una mattina autunnale sul lago Sortedam"), di Christen Købke, 1838.
Una delle opere inserite nel Canone.

Il Canone della Cultura danese (in danese Kulturkanonen) è una lista di 108 opere prodotte da artisti danesi nelle varie arti, stilato nel 2006-2007 dal Ministero della cultura danese.

## Descrizione
Lanciato attraverso un'iniziativa del 2004 dall'allora ministro della cultura Brian Mikkelsen, presentato nel gennaio 2006 e sviluppato nei due anni successivi anche con la partecipazione dei cittadini danesi, esso si compone di 108 opere provenienti da otto arti diversi, ciascuno contenente 12 opere (per la musica il doppio: 12 per la musica classica e 12 per la musica pop): Architettura, Arti visive, Design, Cinema, Letteratura, Musica, Arti performative, cultura dell'infanzia.

### Impatto
Gli obiettivi sono quelli di promuovere la salvaguardia e la riscoperta della cultura nazionale oltre a favorire l'integrazione degli immigrati nella società danese, sebbene secondo alcuni studi l'impatto sembra essere stato modesto.
A partire dal 2022 anche in Svezia, specie in occasione delle elezioni legislative del settembre di quell'anno, alcuni partiti (specie nel centrodestra) hanno ripreso la volontà di creare un canone della cultura svedese. Il dibattito è attualmente (marzo 2023) in corso.

## Galleria d'immagini
Ecco alcune opere prodotte da artisti danesi e nominate nel Canone:

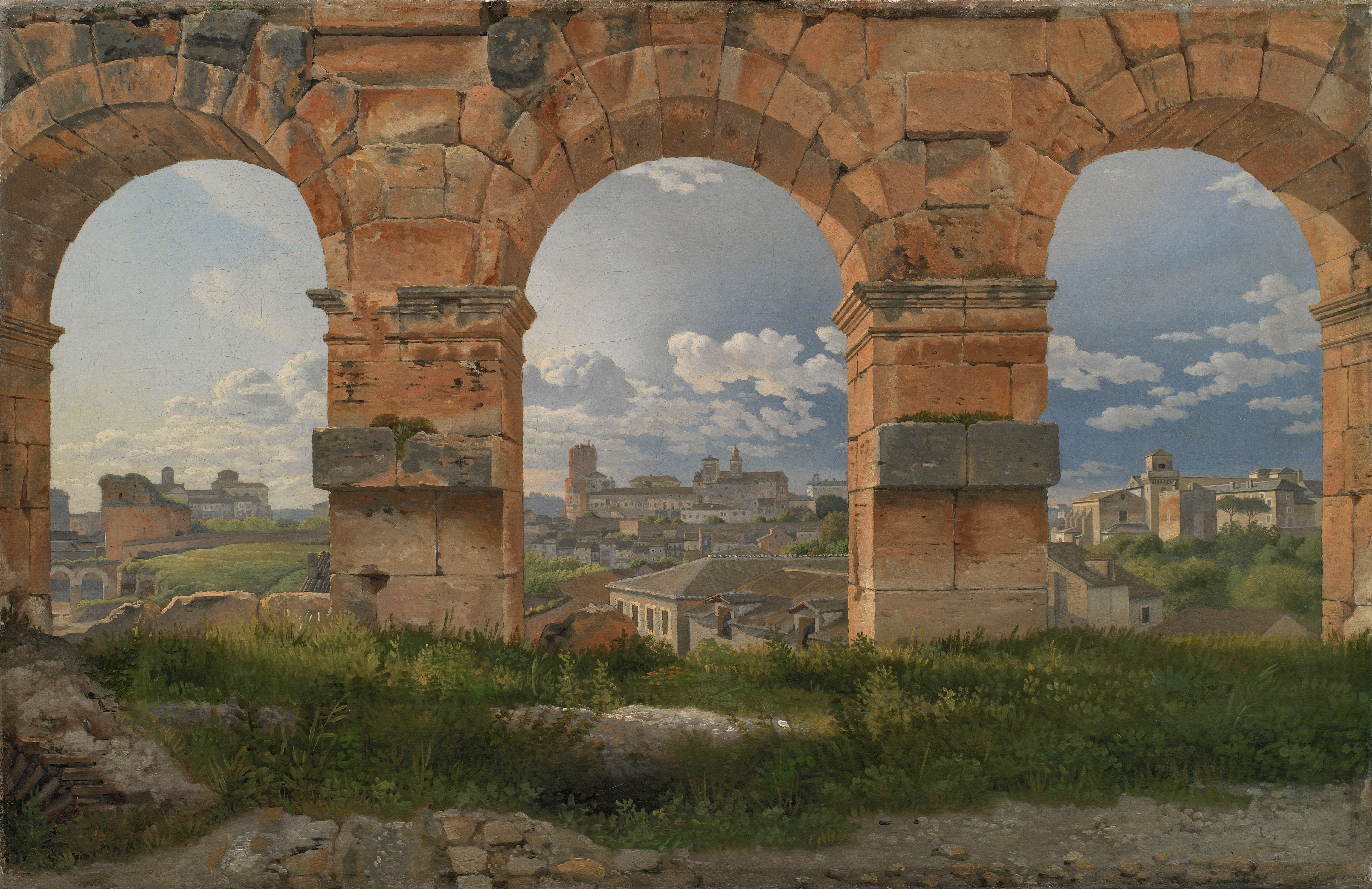
Udsigt gennem tre buer i Colosseums tredje stokværk (C.W. Eckersberg, 1815-1816)
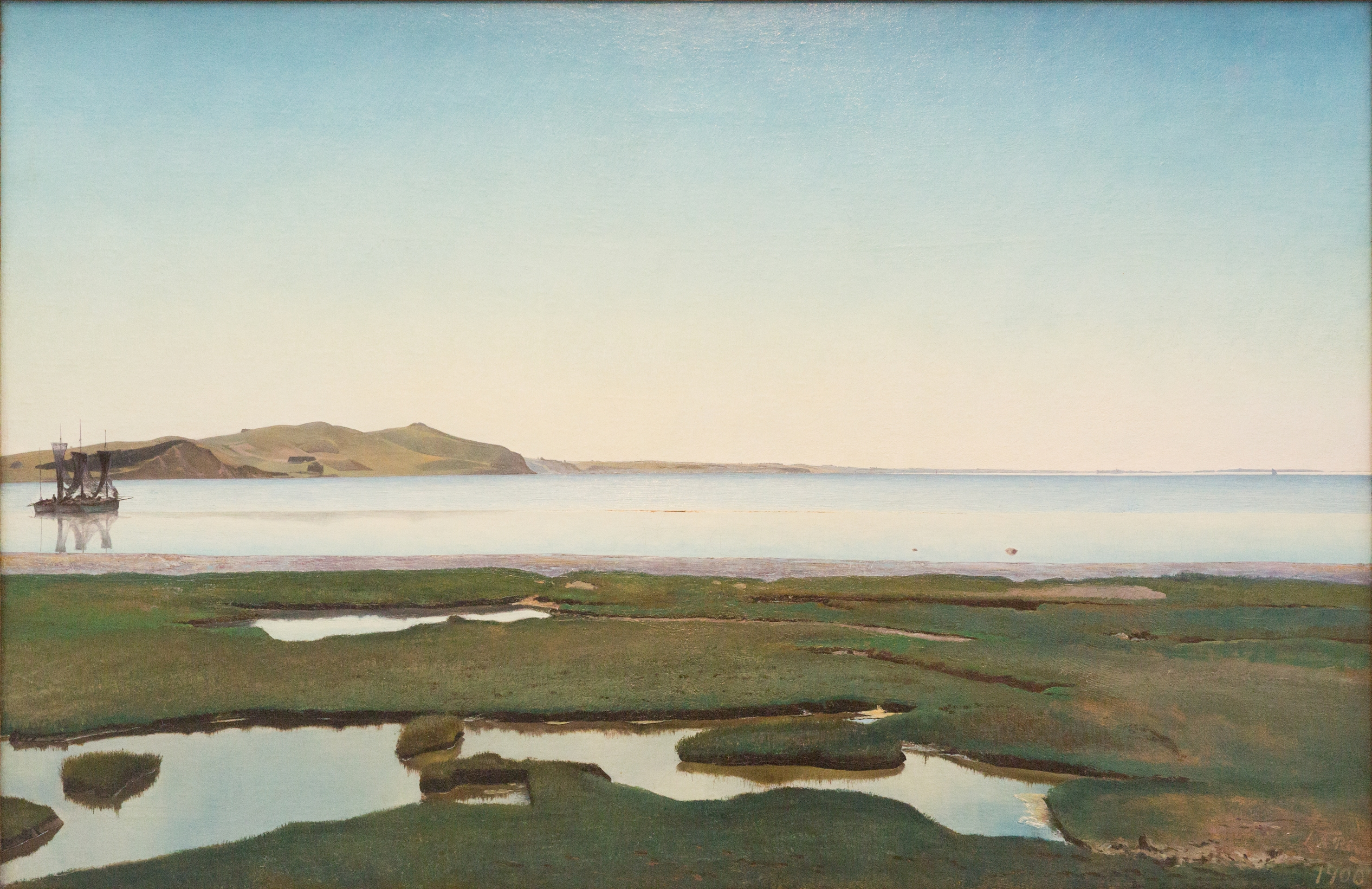
Sommerdag ved Roskilde Fjord (Laurits Andersen Ring, 1900)
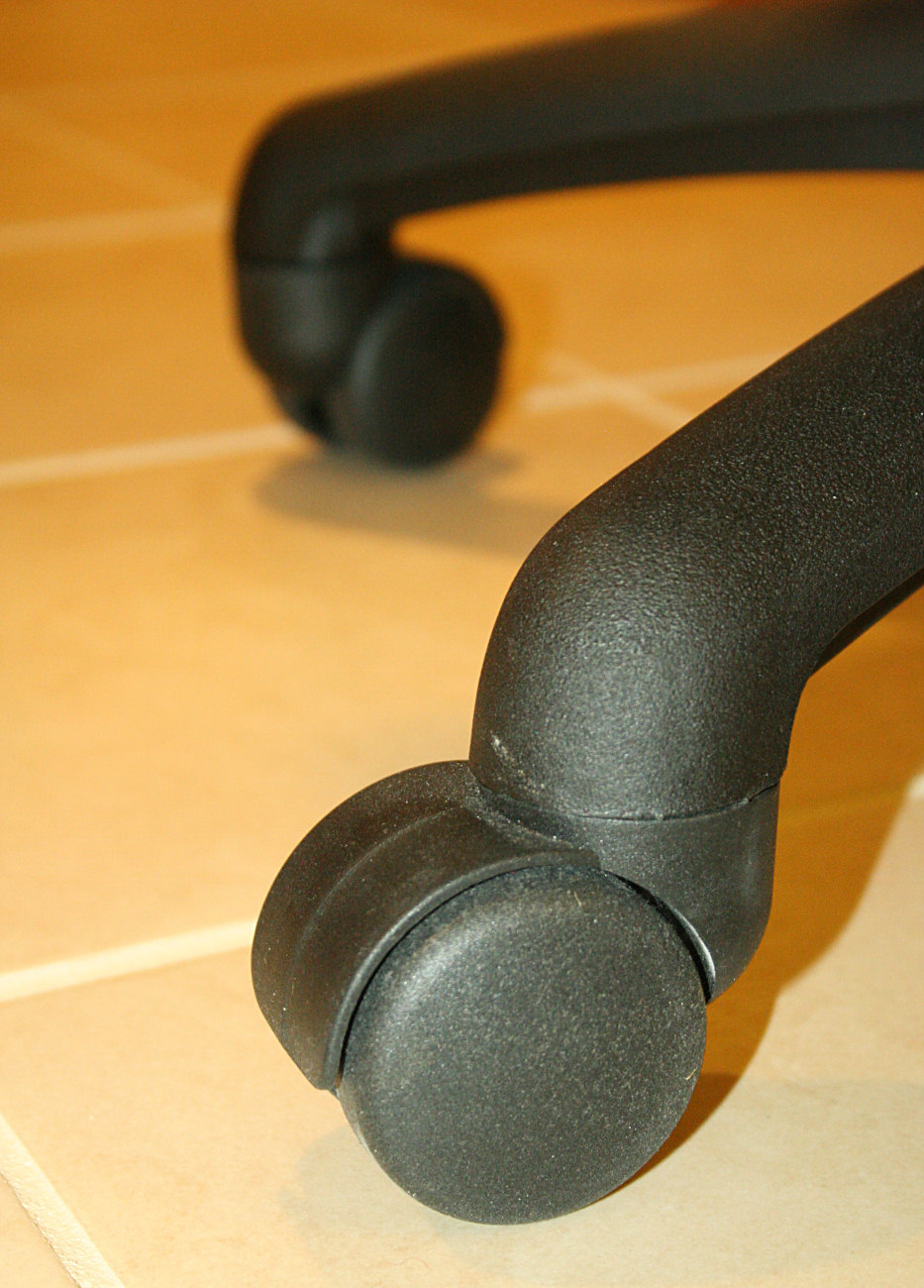
Le kevihjulet (1965, Jørgen Rasmussen)
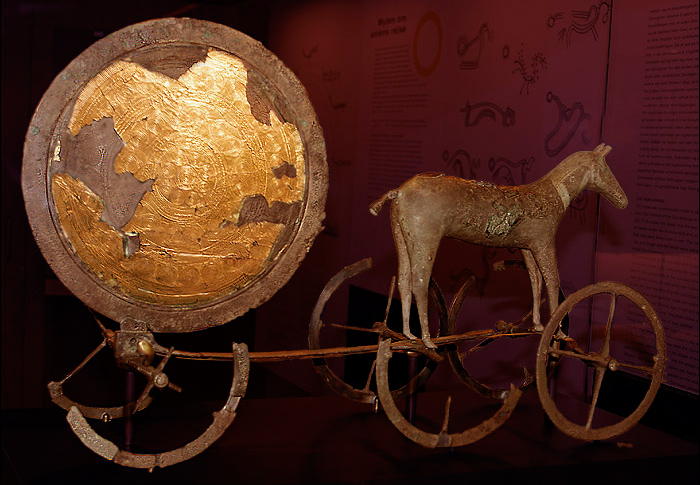
Solvognen (1350 A.C.)
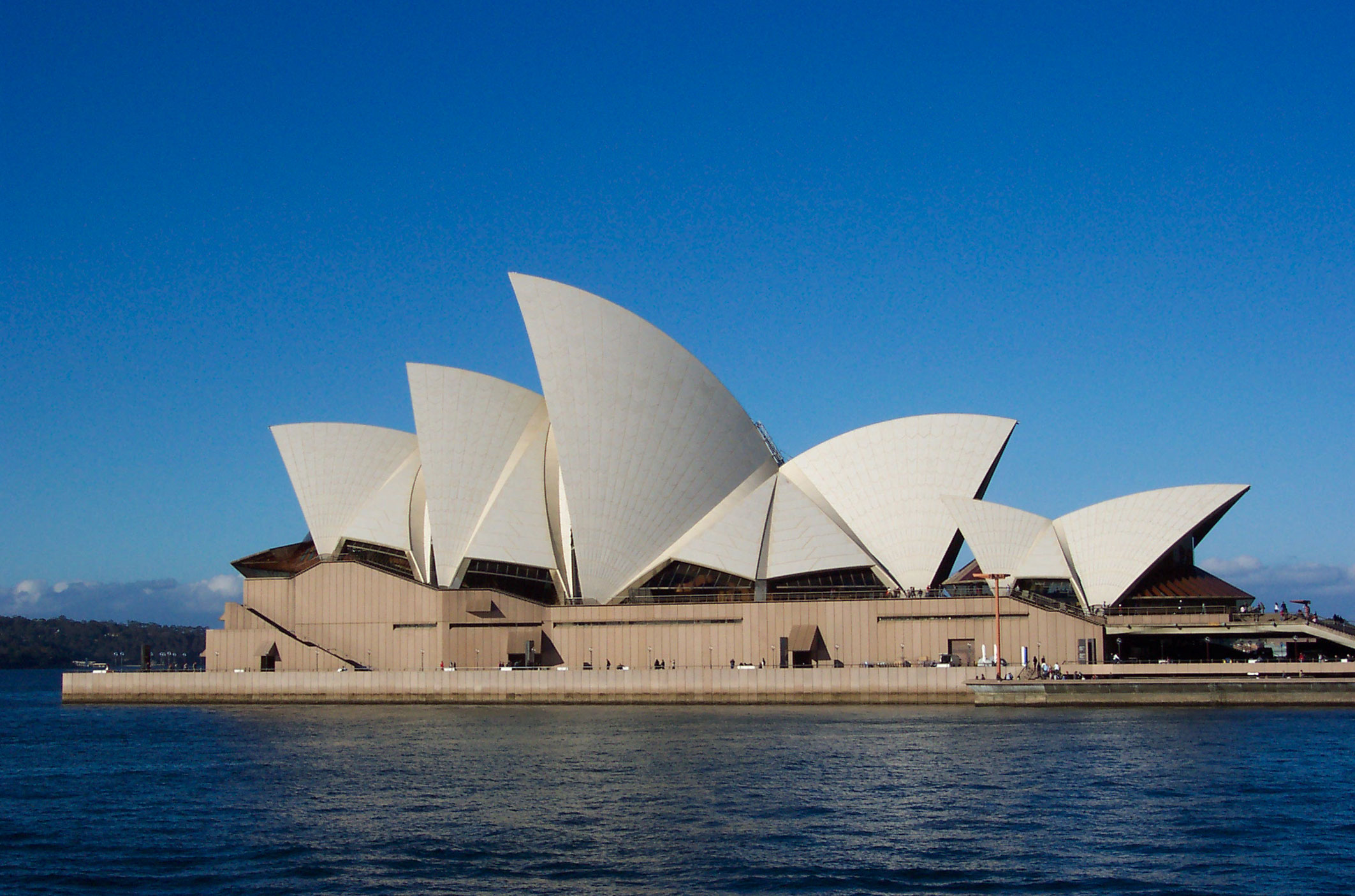
Sydney Opera House (1973, Jørn Utzon)
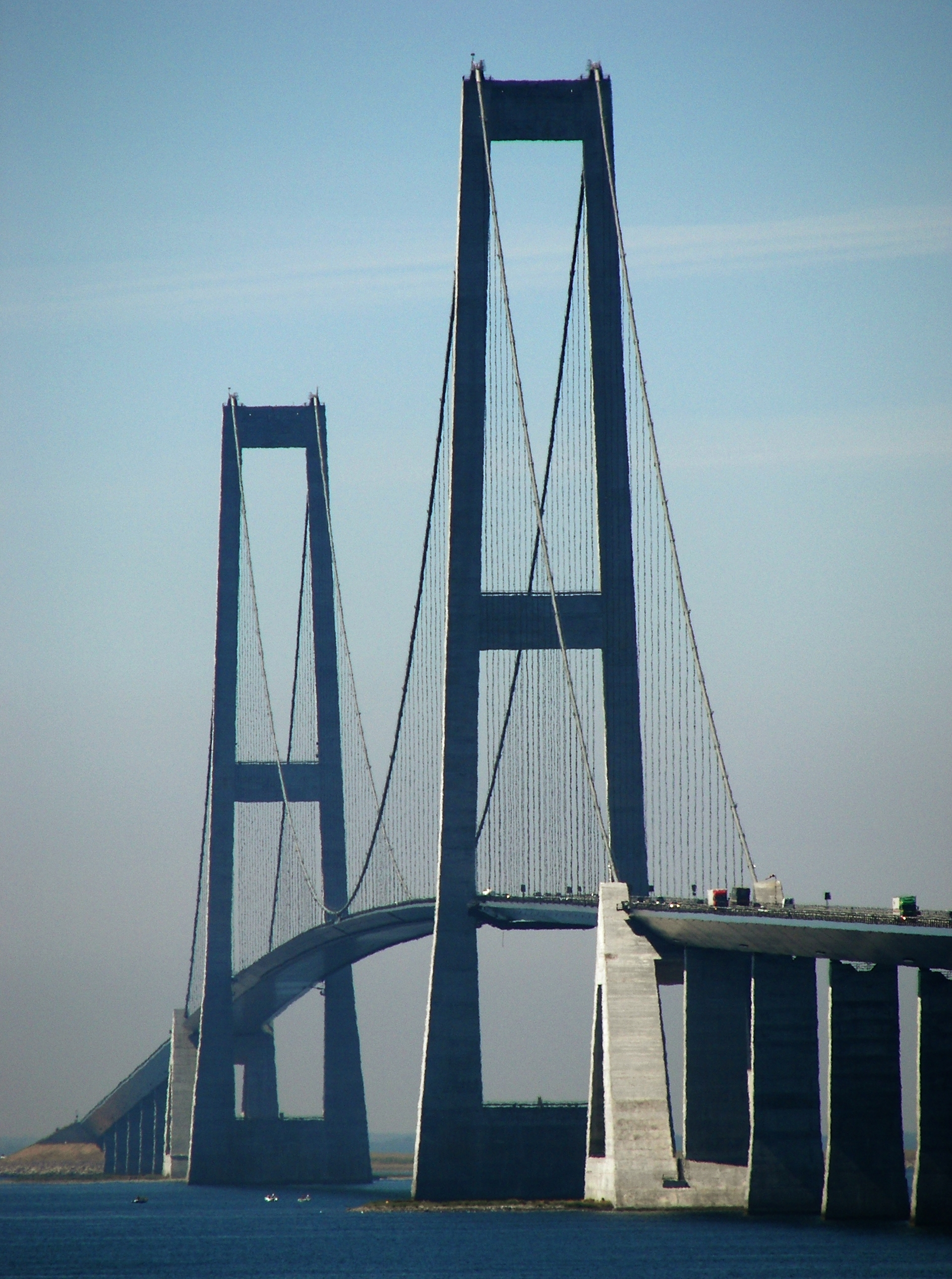
Storebæltsbroen (1998, Dissing+Weitling)
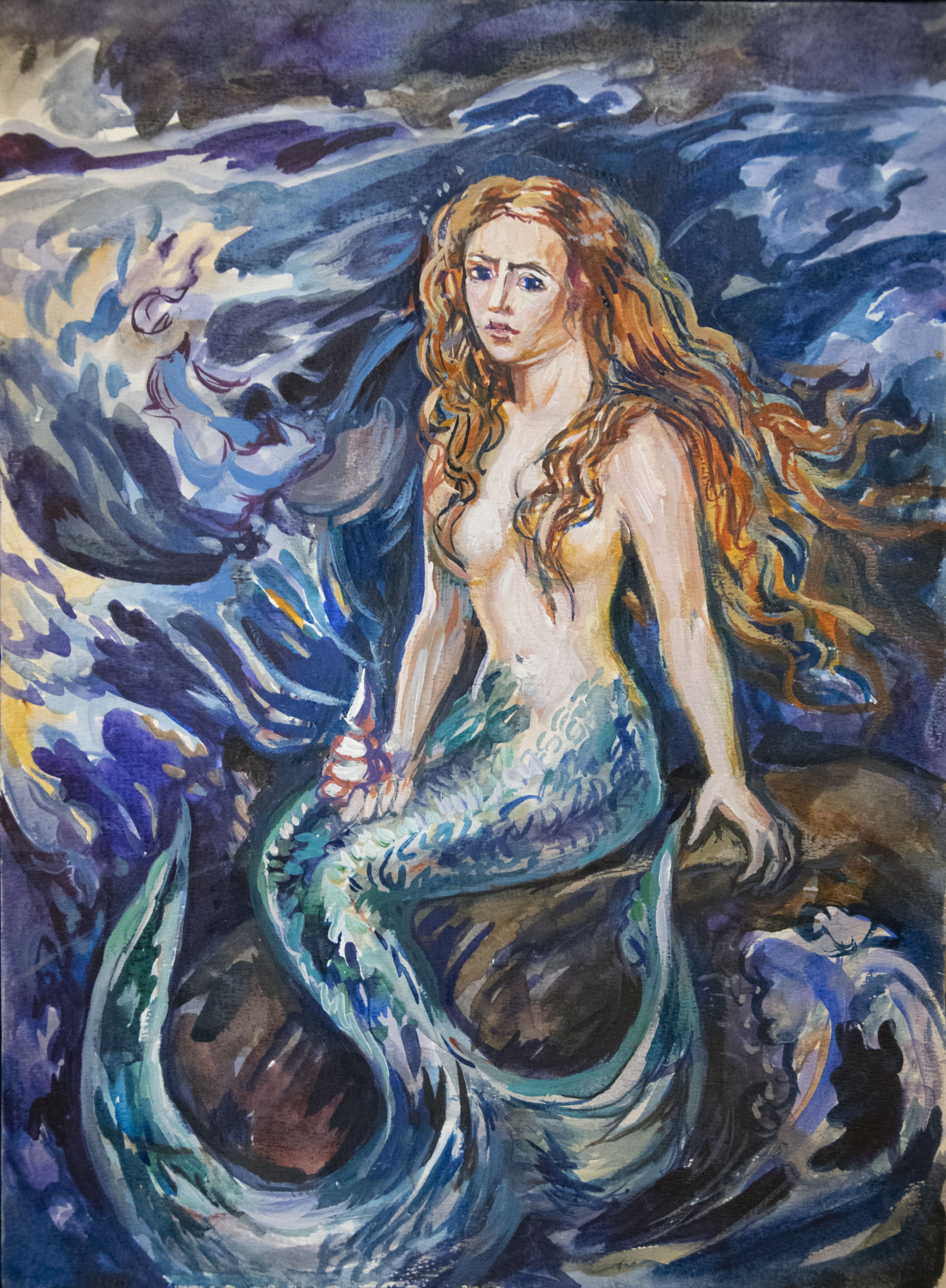
Fiaba La sirenetta (1837, Hans Christian Andersen)
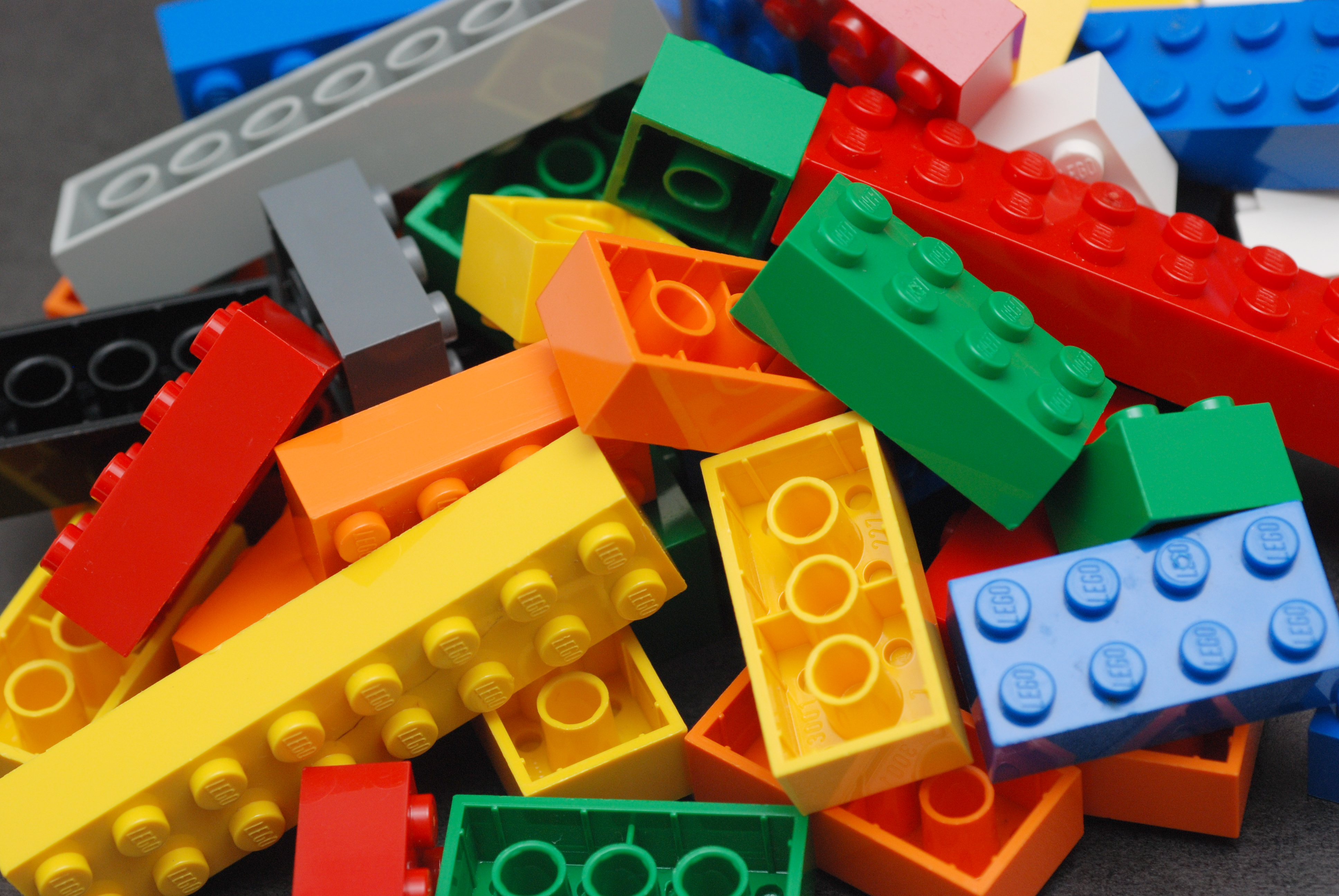
I mattoncini LEGO (1958, Godtfred Kirk Christiansen)